# I secolo a.C.
Il I secolo a.C. (primo secolo avanti Cristo) è il secolo che inizia nell'anno 100 a.C. e termina nell'anno 1 a.C. incluso.

## Avvenimenti
- Nell'antico Egitto Ottaviano (che pochi anni dopo sarebbe diventato il primo imperatore di Roma) sconfigge Cleopatra VII mettendo fine alla dinastia tolemaica (30 a.C.) e il Paese diventa provincia romana; inizia così il declino della civiltà egizia, che sarà compiuto alle soglie del Medioevo.
- A Roma si passa dalla Repubblica al Principato.

## Personaggi significativi
- Lucio Sergio Catilina (108 a.C. - 62 a.C.), politico romano.
- Marco Tullio Cicerone (106 a.C. - 43 a.C.), politico, scrittore e oratore romano.
- Gaio Giulio Cesare (circa 101 a.C. - 44 a.C.), politico e scrittore romano
- Tito Lucrezio Caro (94 a.C. - 50 a.C.), poeta e filosofo romano, seguace dell'epicureismo.
- Gaio Sallustio Crispo (86 a.C. - 34 a.C.), storico latino.
- Publio Virgilio Marone (70 a.C. - 19 a.C.), poeta latino.
- Cleopatra VII (69 a.C. - 30 a.C.), regina d'Egitto.
- Gaio Cilnio Mecenate (68 a.C. - 8), ministro di Augusto e grande incoraggiatore della cultura.
- Quinto Orazio Flacco (65 a.C. - 8 a.C.), poeta latino.
- Gaio Giulio Cesare Ottaviano Augusto (64 a.C. - 14), primo imperatore romano (27 a.C. - 14).
- Publio Ovidio Nasone (43 a.C. – 18), poeta latino.
- Gesù (circa 7 a.C. - circa 33).
- Lucio Anneo Seneca (circa 4 a.C. - 65), filosofo stoico romano.
- Gaio Licinio Verre, pretore in Sicilia, processato per i suoi crimini da Cicerone.
- Gaio Valerio Catullo, Poeta romano (in latino: Gaius Valerius Catullus; Verona, 84 a.C. – Roma, 54 a.C.)

## Invenzioni, scoperte, innovazioni
- 100 a.C. Sauna (Finlandia)
- 85 a.C. mulino ad acqua (Grecia)